# Grünes Gewölbe
Das Grüne Gewölbe in Dresden ist die historische Museumssammlung der ehemaligen Schatzkammer der Wettiner Fürsten von der Renaissance bis zum Klassizismus. Der Name der umfangreichsten Kleinodiensammlung Europas leitet sich von den ehemals malachitgrün gestrichenen Säulenbasen und -kapitellen in den ursprünglichen Gewölberäumen her. Bereits seit 1724 sind die Sammlungsräume des Grünen Gewölbes öffentlich zugänglich.
Das Grüne Gewölbe gehört zu den Staatlichen Kunstsammlungen Dresden. Ausgestellt wird die Sammlung im Historischen Grünen Gewölbe und im Neuen Grünen Gewölbe, die sich beide im Westteil des Dresdner Residenzschlosses befinden.

## Geschichte

### Gründung
Nach der Ernennung des Herzogs Moritz zum Kurfürsten im Jahr 1547 ließ dieser im Westen seines Residenzschlosses einen Flügel anbauen. Zwei dabei geschaffene Räume und ein großer Saal mit angeschlossenem Turmzimmer erhielten prunkvolle Decken, wobei die Kapitelle wie Säulenbasen malachitgrün bemalt wurden. Letzteres gab diesen vier Räumen im Erdgeschoss, offiziell ab dem späten 16. Jahrhundert „Geheime Verwahrung“ genannt, den bis heute erhaltenen, gängigen Namen Grünes Gewölbe.
Das Gewölbe diente zu jener Zeit noch der sicheren Aufbewahrung kostbarer Gegenstände und Unterlagen und nicht deren Ausstellung für die Öffentlichkeit. Steinerne Gewölbe wurden in Schlössern der Zeit öfter für die Lagerung von Wertgegenständen und Urkunden gewählt, da sie besonderen Schutz gegen Feuer boten. Diese vorausschauende Entscheidung ermöglichte eine weitgehende Erhaltung der Schätze bis heute.

### Erweiterung unter August dem Starken

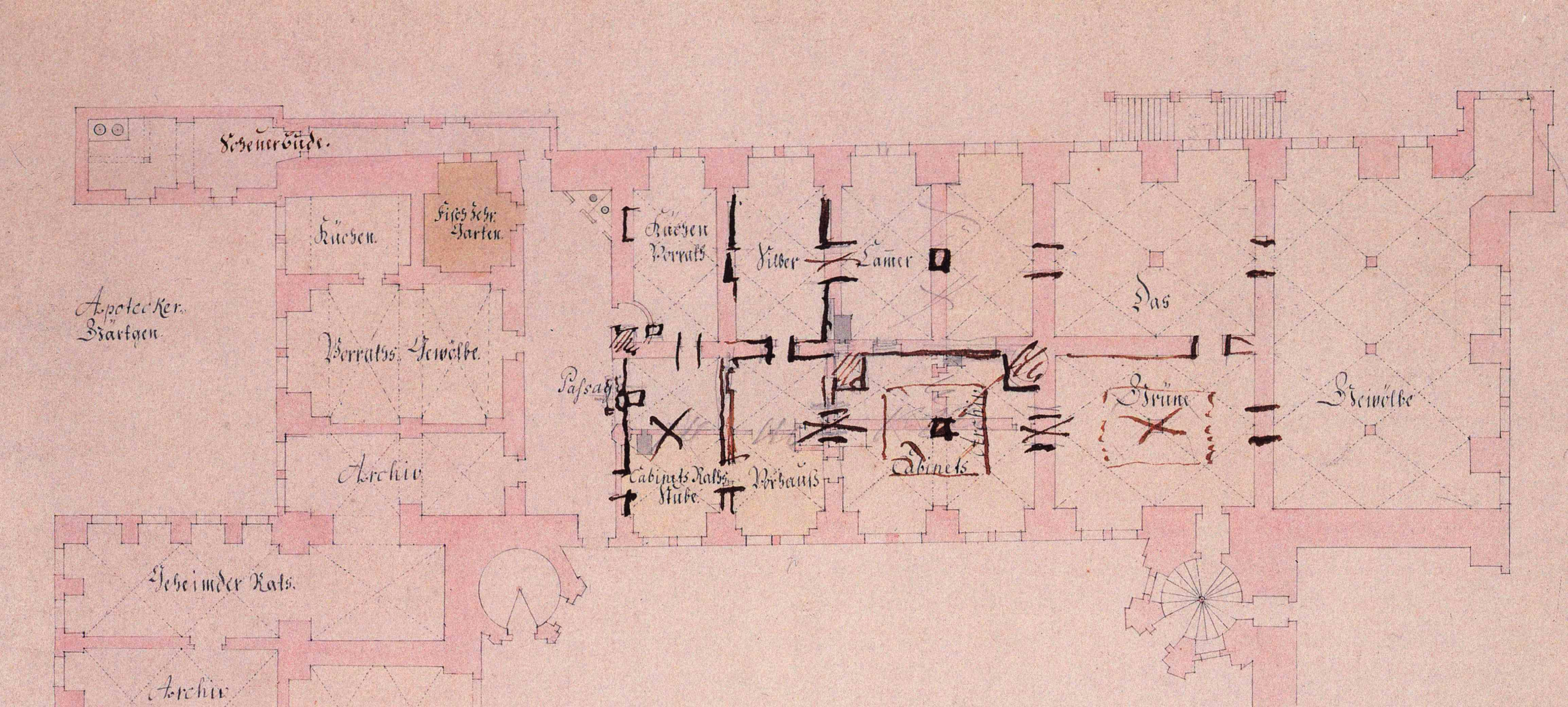
Grundriss von 1727 mit handschriftlichen Eintragungen von August dem Starken zur Erweiterung

Zwischen 1723 und 1730 richtete der sächsische Kurfürst und polnische König August der Starke eine aus neun Räumen bestehende Wunderkammer ein, in der Besucher in einer barocken Repräsentationsarchitektur die von ihm und seinen dynastischen Vorgängern gesammelten Kunstobjekte und Raritäten besichtigen konnten. In einer ersten Bauphase wurden bis 1725 der Pretiosensaal und das Eck-Kabinett in ihren heutigen Formen geschaffen; 1727 veranlasste August eine Erweiterung des ursprünglichen Grünen Gewölbes mit Wanddurchbrüchen um acht weitere Gewölbe. Die Architektur der Schatzkammern gestaltete Matthäus Daniel Pöppelmann, der Architekt des Dresdner Zwingers. Die Innenausstattung schuf Raymond Leplat.

### 20. Jahrhundert

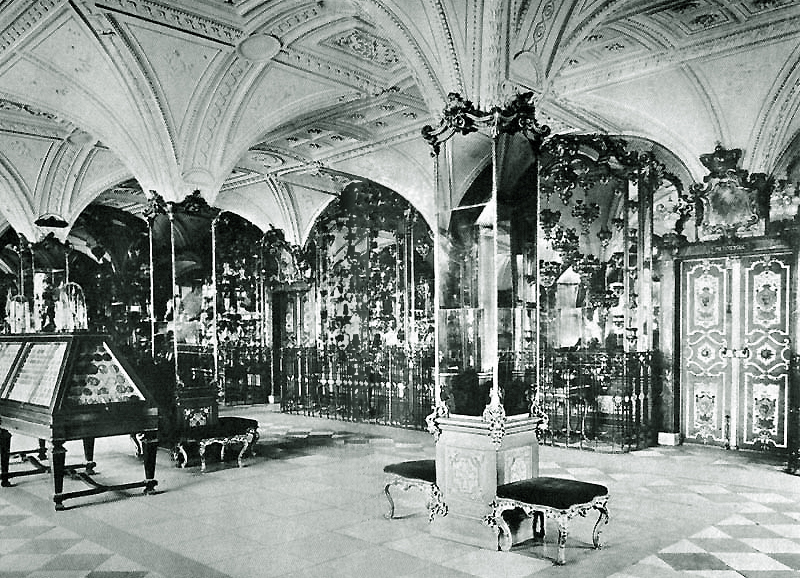
Der Pretiosensaal, 1904

Das Grüne Gewölbe blieb bis in das 20. Jahrhundert weitgehend unverändert. Es kann damit beanspruchen, nach dem eigens bereits 1572–1583 angelegten Museumskomplex mit den Rüstkammern, der Kunst- und Wunderkammer sowie der Bibliothek Erzherzog Ferdinands II. auf Schloss Ambras Innsbruck, eines der ältesten Museen der Welt zu sein.
Die Bombardierung Dresdens am 13. Februar 1945 zerstörte drei der neun Räume größtenteils. Die Kunstschätze hatte man schon einige Jahre zuvor in die Festung Königstein ausgelagert. Am Ende des Zweiten Weltkrieges wurden sie in die Sowjetunion abtransportiert, 1958 aber auf Beschluss der sowjetischen Regierung an die DDR zurückgegeben.
Von 1959 bis Anfang 2004 war das Grüne Gewölbe übergangsweise im Dresdner Albertinum zu sehen.

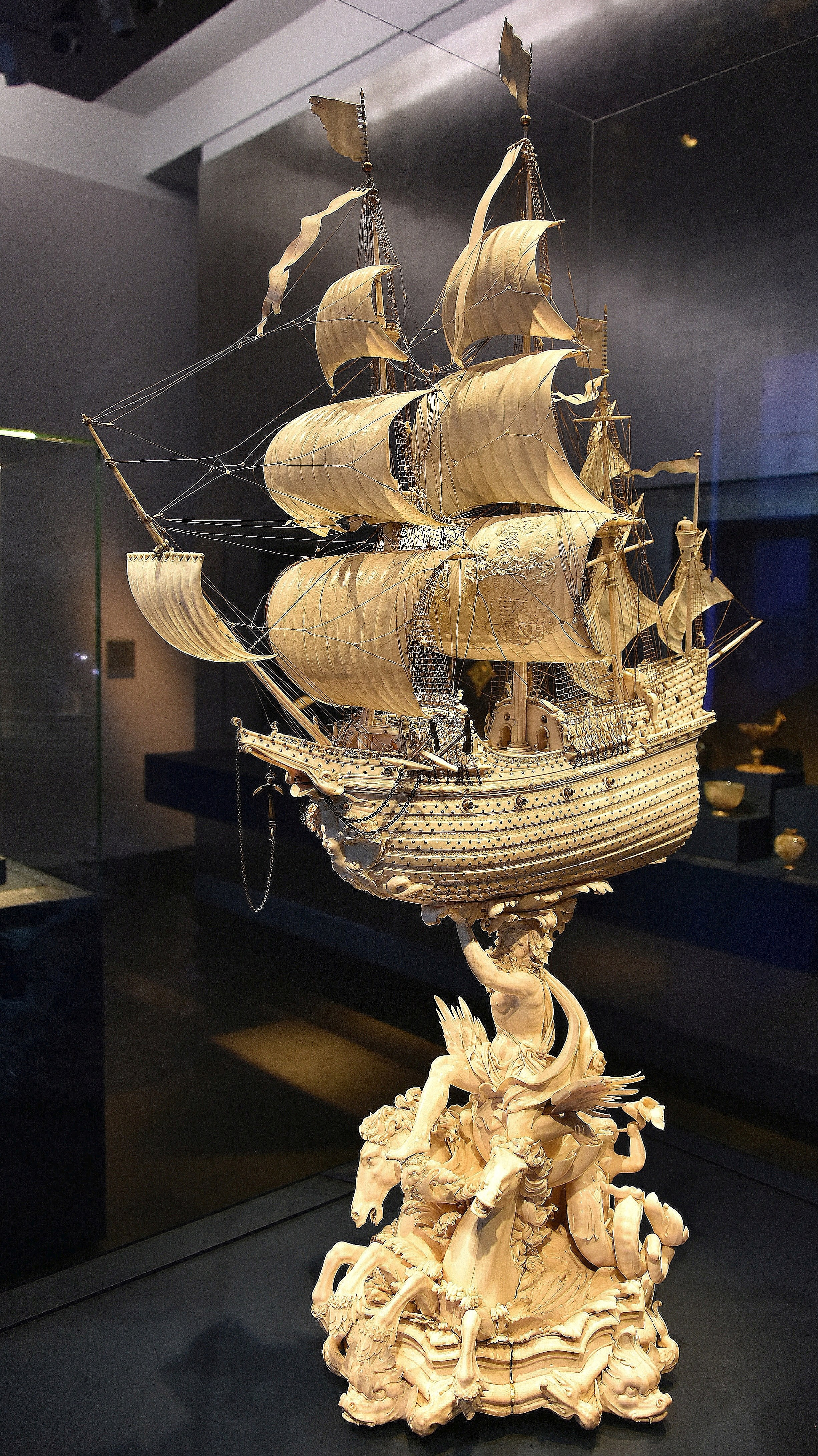
Jakob Zeller: Große Fregatte aus Elfenbein, von Neptun getragen, signiert und datiert 1620

### Wiedereröffnung im Residenzschloss
Am 7. September 2004 wurde das Neue Grüne Gewölbe mit zehn Räumen im ersten Stock des Westflügels des Residenzschlosses wieder eröffnet.
Am 1. September 2006 folgte die Wiedereröffnung des restaurierten bzw. rekonstruierten Historischen Grünen Gewölbes im Erdgeschoss des Westflügels. Dessen Einrichtung orientiert sich an den erhaltenen Inventaren von 1733 und stellt so weit wie möglich den Zustand unter August dem Starken wieder her. Mehr als 3000 Objekte kehrten damit wieder an ihren alten Platz zurück. Die Sanierung der historischen Wandverkleidung kostete 13 Millionen Euro, insgesamt gab das Land Sachsen 45 Millionen Euro für das Grüne Gewölbe aus.

### Juwelendiebstahl am 25. November 2019
Am frühen Montagmorgen des 25. Novembers 2019 wurde in den historischen Teil des Grünen Gewölbes eingebrochen. Mehrere Objekte, Teile zweier weiterer Stücke sowie diamantbesetzte Rockknöpfe wurden aus einer Vitrine im Juwelenzimmer entwendet. Dabei ging auch der „Sächsische Weiße“ verloren, ein weißer Diamant mit 48 Karat. In Folge von Ermittlungen der Polizei und der Staatsanwaltschaft Dresden wurde im September 2021 Anklage gegen sechs Mitglieder der Familie Remmo erhoben. Nach Absprachen zwischen den Verteidigern der angeklagten Remmos und der Staatsanwaltschaft konnten Polizeibeamte am 17. Dezember 2022 einen erheblichen Teil der Beute sicherstellen: Gesichert wurden 31 Objekte, dagegen fehlen noch die Epaulette mit dem „Sächsischen Weißen“ und die „Große Brustschleife der Königin Amalie Auguste“.

## Museumsleiter
| Zeitraum             | Name                        |
| -------------------- | --------------------------- |
| 1864–1882            | Johann Georg Theodor Grässe |
| 1914–1924            | Jean Louis Sponsel          |
| 1924–1940            | Erich Haenel                |
| 1959–9999            | Artur Dänhardt              |
| 1961–1992            | Joachim Menzhausen          |
| 1993–2021            | Dirk Syndram                |
| seit 1. Oktober 2021 | Marius Winzeler             |

## Heutige Ausstellungen
Die Sammlung der sächsischen Kurfürsten und Könige umfasst über 4000 Kunstwerke. Die Exponate sind in mehrfacher Weise einzigartig in Europa und in der Welt. Aufgrund der beschränkten Platzverhältnisse können nicht alle Kunstwerke gezeigt werden, man beschränkt sich auf die berühmtesten und anspruchsvollsten Exponate.
Die heutigen Ausstellungen unterteilen sich in das „Historische Grüne Gewölbe“ im Erdgeschoss und das „Neue Grüne Gewölbe“ im ersten Obergeschoss mit jeweils etwa 2000 Quadratmetern Ausstellungsfläche. Im Neuen Grünen Gewölbe sind beinahe 1100 Objekte der Juwelier- und Goldschmiedekunst zu sehen, etwa 3000 Stücke sind im historischen Gewölbe ausgestellt. Während im Neuen Grünen Gewölbe das Kunstobjekt an sich im Vordergrund steht, besticht das historische Gewölbe zusätzlich durch die prachtvolle Ausstattung der Räume.
Im Gegensatz zum Neuen Grünen Gewölbe, das jederzeit besuchbar ist, ist der Zugang zum historischen Gewölbe nur mit einem im Vorverkauf erworbenen Zeitticket möglich. Jeden Morgen wird zusätzlich ein beschränktes Kontingent an Karten verkauft.

## Historisches Grünes Gewölbe
Das Historische Grüne Gewölbe befindet sich in den Gewölberäumen des Schlosses, womit das spätbarocke Kunstwerk in den ursprünglichen Räumen erlebbar ist. Inmitten rekonstruierter Renaissance- und Barocksäle werden die ungefähr 3000 Exponate wie einst frei auf den Konsolen prachtvoller Schauwände und Prunktische präsentiert.

### Ausstellungsräume

Grundriss des Historischen Grünen Gewölbes

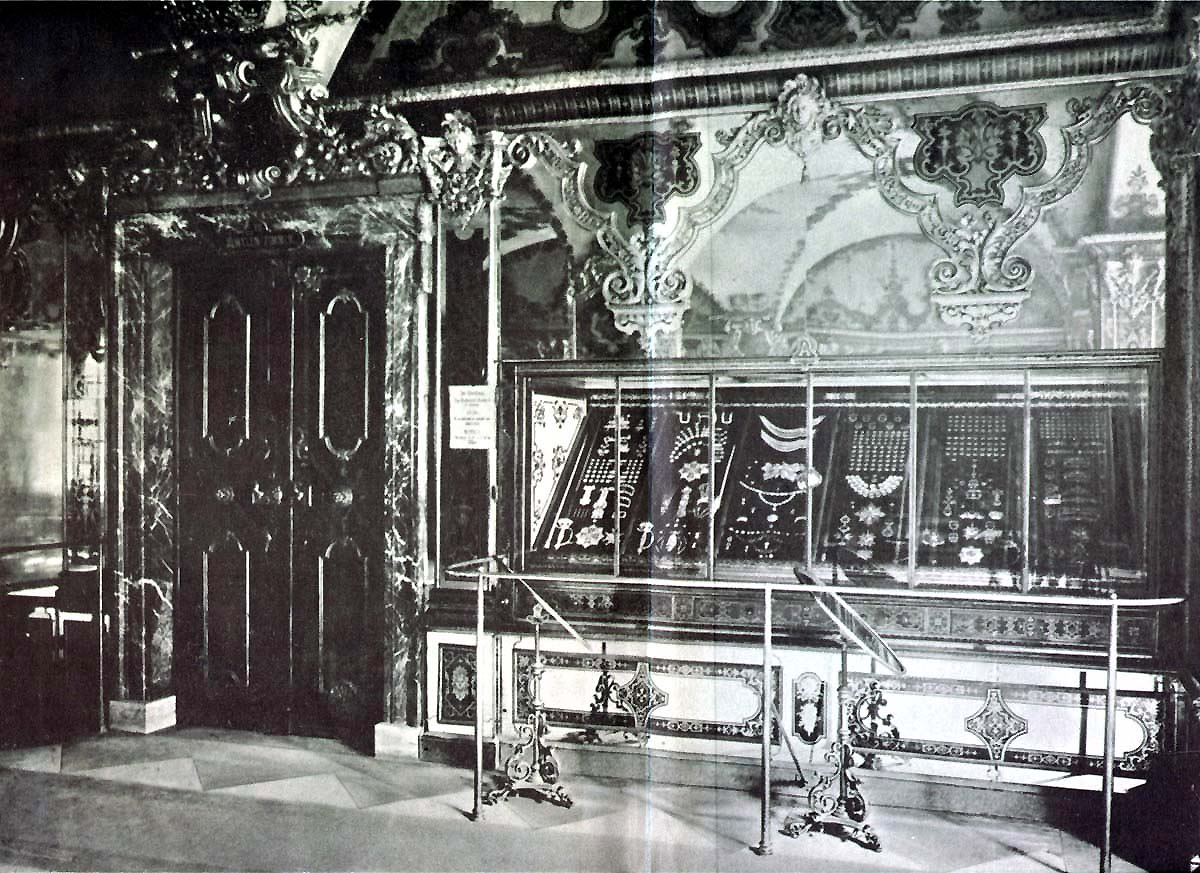
Das Juwelenzimmer, 1904

Das Historische Grüne Gewölbe besteht aus neun Ausstellungsräumen und einem Vorgewölbe:
1. Das Vorgewölbe mit Luther-Kabinett zeigt Kunst des Mittelalters und der Frührenaissance. Zu sehen sind unter anderem die Trinkschale Iwans des Schrecklichen, der Mundbecher und Siegelring Martin Luthers und eine Bibel im Taschenformat, die König Gustav Adolf von Schweden gehörte. Es kann als einziger Raum auch ohne Zeitkarte betreten werden. Das Vorgewölbe ist von den nachfolgenden Räumen durch eine Klima- und Staubschleuse getrennt.
2. Das Bernstein-Kabinett. „Die Sammlung von Bernsteinkunst im Grünen Gewölbe von Dresden gehört zu den künstlerisch bedeutendsten in ganz Europa. Ihre Gefäße, Schalen, Schatullen, Prunkbestecke und Statuetten stammen aus Königsberger und Danziger Werkstätten“[10] (u. a. von Georg Schreiber, Jacob Heise, Michael Redlin, Christoph Maucher).
3. Das Elfenbeinzimmer mit Elfenbeinskulpturen auf Wandkonsolen, Gesims und Tischen.
4. Das Weißsilberzimmer mit Figuren aus Weißsilber.
5. Das Silbervergoldete Zimmer mit Goldschmiedearbeiten aus dem 16. bis 18. Jahrhundert. Das Zimmer brannte 1945 völlig aus, es leuchtet heute wieder malachitgrün.
6. Der Pretiosensaal mit Eck-Kabinett ist der größte Ausstellungsraum. Er ist fast vollkommen verspiegelt, zum Teil wurden Spiegel aus Quecksilber verwendet.
7. Das Wappenzimmer mit astronomischen Tischuhren.
8. Das Juwelenzimmer mit dem „Mohr mit der Smaragdstufe“ und dem „Obeliscus Augustalis“.
9. Das Bronzezimmer mit circa 80 Bronzen auf Postamenten.
10. Dem Raum der Renaissancebronzen mit bedeutenden Kleinbronzen auf steinernen Postamenten.

### Exponate (Auswahl)
Der „Mohr mit der Smaragdstufe“ ist eines der bekanntesten Ausstellungsstücke des Hofgoldschmieds Johann Melchior Dinglinger. Die Skulptur, die auf einem Tablett eine kolumbianische Smaragdstufe präsentiert, wurde in Zusammenarbeit mit Balthasar Permoser geschaffen. Der Begriff „Smaragdstufe“ bezeichnet die auf dem Tablett befindliche Erdplatte, in der die Smaragde noch fest stecken. Das Stück ist 63,8 cm hoch und besteht aus lackiertem Birnbaumholz, das mit Smaragden, Rubinen, Saphiren, Topasen, Granaten, Almandinen, Schildpatt besetzt ist. Es stammt wahrscheinlich aus dem Jahr 1724. Der Mohr, also ein Afrikaner, soll in Wirklichkeit einen Indianer darstellen, zu erkennen am indianischen Körperschmuck. Die Skulptur wurde auf Wunsch Augusts des Starken geschaffen, um den aus Kolumbien stammenden und seinem Vorgänger, Kurfürst August, 1581 geschenkten Smaragdkristallen ein würdiges Präsentationsmittel zu geben.
Der „Obeliscus Augustalis“ ist ein weiteres Meisterwerk des Hofgoldschmieds, geschaffen in der Zeit von 1719 bis 1721. Es stellt eine aufwändig gearbeitete Kartusche mit einem ovalen Abbild Augusts des Starken dar. Es wurden 240 Gemmen und Kameen, geschnittene Steine und goldemaillierte Figuren zu einem raumprägenden Kunstwerk vereint. Die Höhe beträgt 228 cm. Dieser damit mannshohe, wandgebundene Obelisk war ungefähr so teuer wie der Bau eines barocken Schlosses.
Der „Bernsteinkabinettschrank“ war ein Geschenk Friedrichs II. von Preußen an König August III. von Polen. Er wurde vor 1742 in Königsberg gefertigt. Auch sind weitere, umfangreiche Bernsteinkunstwerke im Bernstein-Kabinett ausgestellt.
Die „Juwelen-Garnituren“ bildeten, mindestens bis zum Kunstdiebstahl am 25. November 2019, den umfangreichsten Juwelenschatz Europas. Die frühesten Garnituren, denen auch der Einbruch galt, wurden noch für August den Starken selbst geschaffen. Ein großer Teil der Garnituren wurde später hinzugefügt und unterlag in der Ausgestaltung dem jeweiligen modischen Zeitgeist. Es sind sechs verschiedene Stilrichtungen zu unterscheiden, vor allem nach den verwendeten Materialien. Als Edelsteine wurden verwendet: Saphire, Karneole, Diamanten und Rubine sowie Perlen. Die Garnituren waren der Inbegriff eines absolutistischen Machtanspruches. Zudem wird ein weltweit einmaliger Saphir von 648 Karat gezeigt, der ein Geschenk von Zar Peter dem Großen war.
Im historischen Gewölbe sind zahlreiche, stark verzierte Trinkgefäße ausgestellt, darunter im Vorgewölbe der Mundbecher Martin Luthers und eine Trinkschale Iwans des Schrecklichen.

## Neues Grünes Gewölbe
Im Gegensatz zum Historischen Grünen Gewölbe ist das Neue Grüne Gewölbe als modernes Schatzkammer-Museum in schlichten Räumen ohne historisches Ambiente eingerichtet. In zehn Sälen mit verhängten Fenstern werden die fast 1100 Objekte der Sammlung unter Kunstlicht in 200 Vitrinen gezeigt. Sie stehen chronologisch geordnet auf farblich unterschiedlichen Vitrinensockeln: Kunstkammer-Stücke auf grünen Sockeln, Renaissance-Exponate auf blauen Sockeln und Barock-Stücke auf roten Sockeln. Neben dem Hofbildhauer Balthasar Permoser sind es vor allem Kunstwerke des Hofgoldschmieds Johann Melchior Dinglinger, die hier ausgestellt sind.
Die Objekte des Neuen Grünen Gewölbes stammen z. T. aus der alten Ausstellung im Albertinum und teilweise aus dem Depot.

### Ausstellungsräume

Grundriss des Neuen Grünen Gewölbes

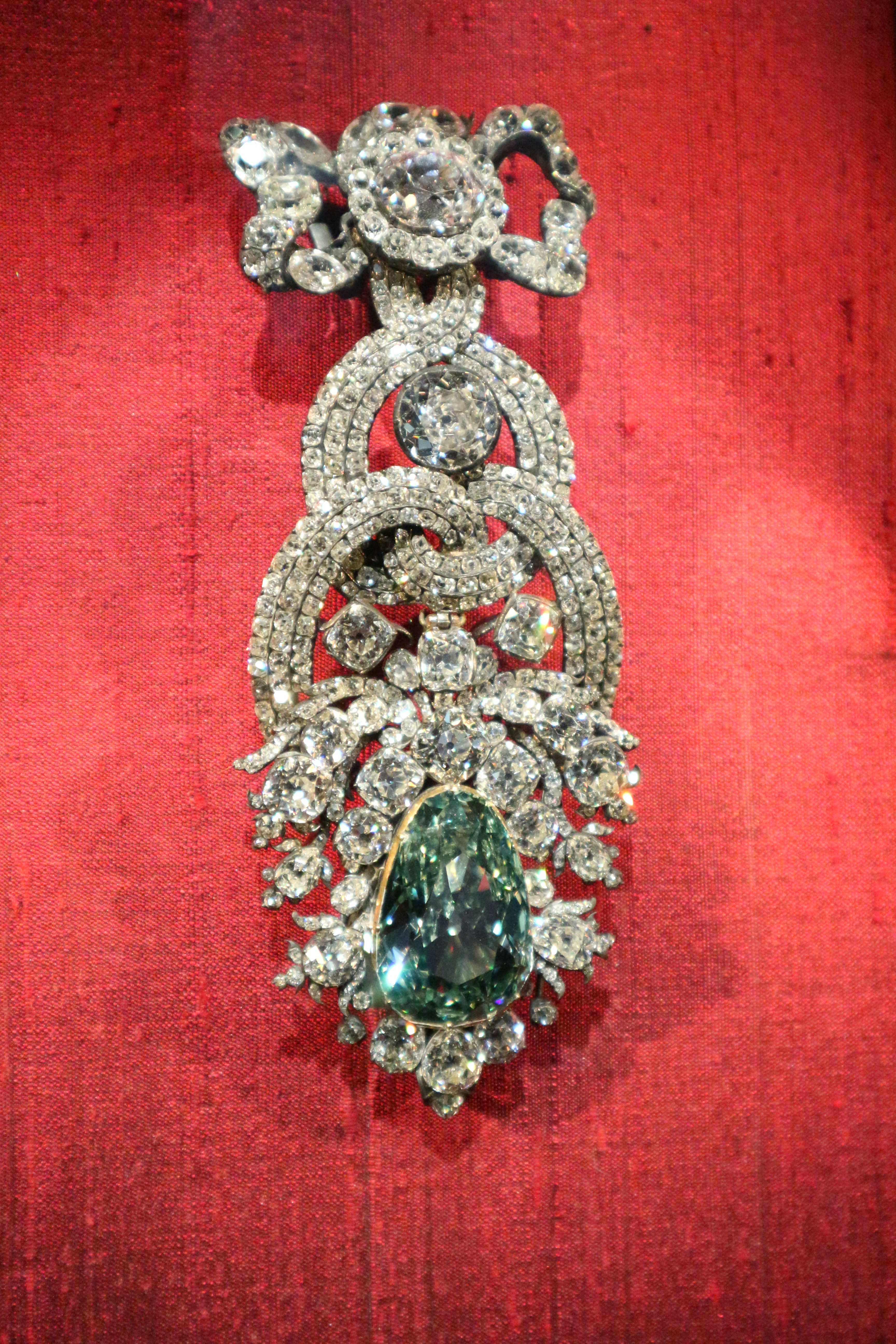
Watzdorf-Kabinett: Hutagraffe mit dem „Dresdner Grünen Diamanten“.

Das Neue Grüne Gewölbe besteht aus zwölf Ausstellungsräumen bzw. -kabinetten:
1. Saal der Kunststücke: Schatzkunst aus der zweiten Hälfte des 16. Jahrhunderts, u. a. „Daphne als Trinkgefäß“.
2. Mikro-Kabinett: Mikroschnitzereien und -drechseleien z. B. aus Elfenbein, u. a. der „Kirschkern mit den 185 Angesichtern“.
3. Kristall-Kabinett: Bergkristalle aus Freiburg und Mailand, Glas aus Venedig, Hinterglasmalereien.
4. Erster Raum des Kurfürsten: Schatzkunst aus der ersten Hälfte des 17. Jahrhunderts, u. a. „Große Fregatte aus Elfenbein, von Neptun getragen“.
5. Zweiter Raum des Kurfürsten: Schatzkunst aus der zweiten Hälfte des 17. Jahrhunderts.
6. Raum der königlichen Pretiosen: Elfenbein- und Perlfiguren, Galanteriewaren, Tischuhren, u. a. „Nautiluspokal mit Venus (Venusschale)“.
7. Dinglinger-Saal: Dem Hofgoldschmied Dinglinger gewidmeter Saal, u. a. seinen Kunstwerken „Hofstaat zu Delhi am Geburtstag des Großmoguls Aurangzeb“, das „Goldene Kaffeezeug“, „Bad der Diana“ und „Apis-Altar“.
8. Email-Kabinett: Email-Miniaturen und ein größeres Email-Bild.
9. Raum der reisenden Pretiosen: Historische Behälter (Etuis), den jeweiligen Formen der Gefäße, Pokale und sonstigen Objekte angepasst, zum Transport der Kunstgegenstände.
10. Neuber-Raum: u. a. Prunkkamin von Johann Christian Neuber.
11. Sponsel-Raum: Sonderausstellungsraum.
12. Watzdorf-Kabinett: Nach der ehemaligen Kuratorin Erna von Watzdorf benanntes Kabinett, in dem die Hutagraffe mit dem „Dresdner Grünen Diamanten“ ausgestellt ist.

### Exponate (Auswahl)
Der „Kirschkern mit den 185 Angesichtern“ wurde vor 1589, wahrscheinlich mit Hilfe einer Lupe, geschaffen. Der geschnitzte Kern ist in einem aufwendigen Ohrenschmuck eingearbeitet. Tatsächlich zu erkennen sind 113 Gesichter. Er gehört zu einer aus dem 16. Jahrhundert stammenden Gruppe von vier Kirschkernen, die auch Bibelgeschichten, Porträts bzw. Wappen in feinster Ausführung zeigen. Sie wurden im Jahr 1589 dem Kurfürsten Christian I. von Sachsen geschenkt und sind gemeinsam im Mikro-Kabinett zu sehen.

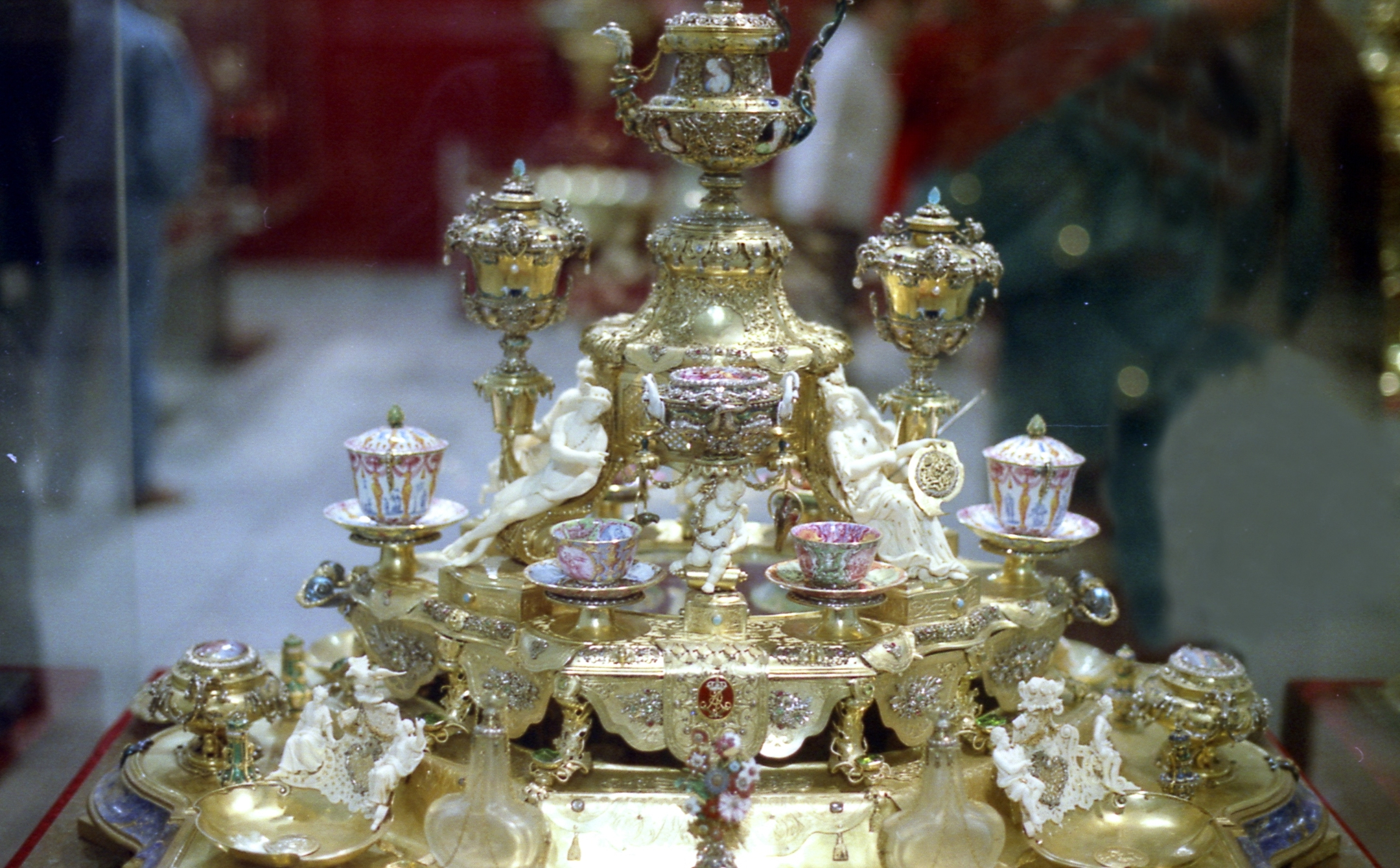
Das Goldene Kaffeezeug (1697–1701)

Das „Goldene Kaffeezeug“ (original: Pretiosen Coffe Zeug) von Johann Melchior Dinglinger entstand 1697–1701 und ist damit sein erstes Hauptwerk als Hofgoldschmied unter August dem Starken. Es ist der Inbegriff eines prunkvollen Kaffeeservices, bei dem 45 Gefäße auf einer silbervergoldeten Pyramide ihren Platz haben. Die verwendeten Materialien sind Gold, Silber, Email, Elfenbein und ca. 5600 Diamanten. Die Kosten betrugen hier 50.000 Taler. Damit kostete es mehr als der Rohbau von Schloss Moritzburg.

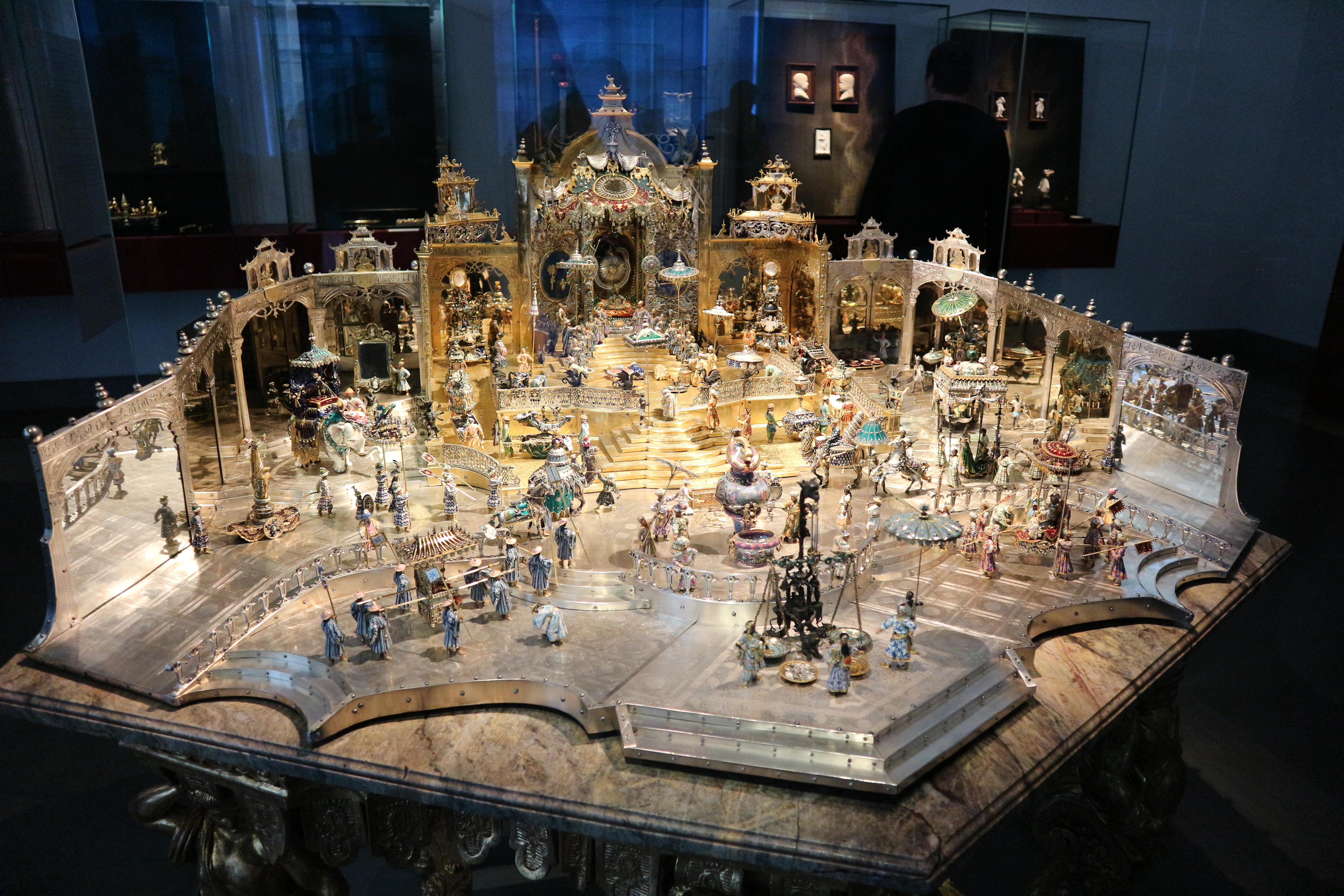
Der Thron des Großmoguls Aureng-Zeb oder Der Hofstaat zu Delhi am Geburtstag des Großmoguls Aureng-Zeb (Johann Melchior Dinglinger, 1701–1708)

Der „Hofstaat zu Delhi am Geburtstag des Großmoguls Aurang-Zeb“, neuerdings auch unter dem Titel „Der Thron des Großmoguls Aureng-Zeb“, bildet die Vorstellung europäischer Monarchen vom Prunk der Mogulpaläste ab, indem er ein Fest am Hofe des indischen Großmoguls Aureng-Zeb, einem Zeitgenossen Augusts des Starken, zeigt. Weder August noch sein Hofgoldschmied waren je in Indien gewesen, somit wurde das Kunstwerk von Johann Melchior Dinglinger, seinen Brüdern Georg Friedrich Dinglinger als Emailleur und Georg Christoph Dinglinger als Juwelier sowie zwölf weitere Gehilfen, ausschließlich nach Reiseberichten angefertigt. Entstanden ist eine äußerst aufwendige und detaillierte Miniaturdarstellung in Form eines Tischaufsatzes mit 137 Personen und zusätzlichen Tieren, verziert mit 5223 Diamanten, 189 Rubinen, 175 Smaragden, einem Saphir und 53 Perlen. Das Werk entstand zwischen 1701 und 1708, es ist 58 cm hoch, 142 cm breit und 114 cm tief. Die Kosten betrugen 58.485 Reichstaler, was dem Jahressold von 1000 Beamten entsprach.
„Das Bad der Diana“ stellt die römische Jagdgöttin an einer Zierschale dar. Zwei Delphine speien Wasser in die Schale, an deren Rand Toiletteutensilien bereitliegen. Gegenüber der badebereiten Diana bewacht einer ihrer Hunde ihr Jagdgerät. Dieser idyllischen Szene ist der tragische Ausgang der Ovid’schen Sage von Diana und Aktäon am Fuß und Schaft gegenübergestellt. Der Jäger Aktäon erhaschte einen Blick auf die scheue Göttin beim Baden, worauf diese ihn zur Strafe in einen Hirsch verwandelte, der von seinen eigenen Hunden zerrissen wurde. So besteht der Schaft aus einem emaillierten Hirschkopf, dessen goldenes Geweih die Schale trägt, sowie aus zwei emaillierten Hunden. Auf dem als Waldboden gestalteten Schalenfuß liegt das Haupt des verwandelten Aktäon, über das die Hunde gierig herfallen. – Das von Dinglinger geschaffene Werk entstand um 1705, die Höhe beträgt 38 cm. Die Zierschale aus Chalzedon ist in Gold umfasst, zusätzlich mit Perlen, Diamanten, Email-Bildern, silbernen und stählernen Ornamenten, Geräten und Tieren besetzt. Die Inschrift am Fußrand der Schale lautet: „DISCRETION SERT EFFRONTERIE PERD“ (Takt und Anstand ziert, Schamlosigkeit verliert).
Der „Dresdner Grüne Diamant“ ist mit 41 Karat einer der größten Diamanten der Welt. Er wurde in Indien gefunden und verdankt seine weltweit einzigartige Farbe natürlicher Radioaktivität. August der III., der Sohn von August dem Starken, erwarb ihn auf der Ostermesse in Leipzig 1742 für den enormen Betrag von 400.000 Talern, wobei der Preis allerdings nicht verbürgt ist. Sein Weg von Indien nach Europa ist ungeklärt, erstmals wurde er 1722 in London erwähnt. Der „Dresdner Grüne Diamant“ ist seit 1768 Teil eines extrem kostbaren Hutschmucks, in dem zwei weitere große Brillanten von 6,3 und 19,3 Karat sowie 411 mittelgroße und kleine Brillanten eingearbeitet sind. Er war von November 2019 bis März 2020 im Rahmen einer Leihgabe an das Metropolitan Museum of Art (New York) in der Sonderausstellung „Making Marvels“ zu sehen.
Die „Große Prunkkassette der Kurfürstin Sophia“ ist ein repräsentativer Schmuckkasten, der als eines der bedeutendsten Zeugnisse der deutschen Goldschmiedekunst der Spätrenaissance gilt. Die innen und außen aufwendig verzierte Schmuckkassette geht auf einen Entwurf des Meisters Wenzel Jamnitzer (1507/08–1585) zurück und wurde Ende der 1580er Jahre in der Nürnberger Werkstatt von dessen Meisterschüler Nicolaus Schmidt († 1609) fertiggestellt. Kurfürst Christian I. machte seiner Gattin Sophie diese kostbare und prächtige Arbeit, die anfangs wohl als Nähkästchen diente und größtenteils erhalten blieb, 1588 zum Weihnachtsgeschenk. Am Neujahrstag 1589 wurde sie Bestandteil der kurfürstlichen Kunstkammer.

## Zitate
„Feenpalast“

„Im Grünen Gewölbe sah ich, dass der Kurfürst ein steinreicher Mann ist.“

„Das Auge sieht sich nimmer satt:

sagt Salomo in seinen Sprüchen.

Ach, dass er Dresden

nicht gesehen hat!“